# Ayyoub Bouaddi
Ayyoub Bouaddi (Senlis, 2 ottobre 2007) è un calciatore francese, centrocampista del Lilla.

## Carriera

### Club
Cresciuto nel settore giovanile del Creil, nel 2021 è stato acquistato dal Lilla con cui ha firmato il primo contratto professionistico il 21 agosto 2023.
Il 5 ottobre dello stesso anno, all'età di 16 anni e 3 giorni, ha fatto il suo esordio in prima squadra nell'incontro di Conference League pareggiato 0-0 contro il KÍ Klaksvík, diventando il più giovane debuttante nella storia delle competizione, e più in generale di tutte le competizioni internazionali europee, nonché del Lilla stesso.
Il 22 ottobre ha esordito anche in Ligue 1 nell'incontro casalingo vinto 1-0 contro il Brest.

### Nazionale
Ha giocato nelle nazionali giovanili francesi Under-16 ed Under-17.

## Statistiche

### Presenze e reti nei club
Statistiche aggiornate al 5 novembre 2024.
| Stagione        | Squadra         | Campionato      | Campionato | Campionato | Coppe nazionali | Coppe nazionali | Coppe nazionali | Coppe continentali | Coppe continentali | Coppe continentali | Altre coppe | Altre coppe | Altre coppe | Totale | Totale | Totale |
| Stagione        | Squadra         | Comp            | Pres       | Reti       | Comp            | Pres            | Reti            | Comp               | Pres               | Reti               | Comp        | Pres        | Reti        | Pres   | Reti   |        |
| --------------- | --------------- | --------------- | ---------- | ---------- | --------------- | --------------- | --------------- | ------------------ | ------------------ | ------------------ | ----------- | ----------- | ----------- | ------ | ------ | ------ |
| 2023-2024       | Lilla 2         | N3              | 3          | 0          | -               | -               | -               | -                  | -                  | -                  | -           | -           | -           | 3      | 0      |        |
| 2023-2024       | Lilla           | L1              | 9          | 0          | CF              | 3               | 0               | UECL               | 6                  | 0                  | -           | -           | -           | 18     | 0      |        |
| 2024-2025       | Lilla           | L1              | 8          | 0          | CF              | -               | -               | UCL                | 3                  | 0                  | -           | -           | -           | 11     | 0      |        |
| Totale Lille    | Totale Lille    | Totale Lille    | 17         | 0          |                 | 3               | 0               |                    | 9                  | 0                  |             | -           | -           | 29     | 0      |        |
| Totale carriera | Totale carriera | Totale carriera | 20         | 0          |                 | 3               | 0               |                    | 9                  | 0                  |             | -           | -           | 32     | 0      |        |

### Record
- Calciatore più giovane ad aver esordito in una competizione internazionale europea (16 anni, 3 giorni).[5]
- Calciatore più giovane ad aver esordito in UEFA Europa Conference League (16 anni, 3 giorni).[2]
- Calciatore più giovane ad aver esordito nel Lilla (16 anni, 3 giorni).[6]